# Moșcenka, Horodnea
Moșcenka (în ucraineană Мощенка) este localitatea de reședință a comunei Moșcenka din raionul Horodnea, regiunea Cernihiv, Ucraina.

## Demografie
Componența lingvistică a localității Moșcenka
     Ucraineană (97,1%)
     Rusă (2,51%)
     Alte limbi (0,39%)
Conform recensământului din 2001, majoritatea populației localității Moșcenka era vorbitoare de ucraineană (97,1%), existând în minoritate și vorbitori de rusă (2,51%).